# Sayyid Abad (distrikt)
Sayyid Abad är ett distrikt i Afghanistan. Det ligger i provinsen Wardak, i den centrala delen av landet, 80 kilometer sydväst om huvudstaden Kabul. Administrativ huvudort är Sayyid Abad.
Distriktet beräknades år 2022 ha cirka 136 000 invånare.